# Charles Kingsley
Charles Kingsley, född 12 juni 1819 i Holne, Devon, död 23 januari 1875 i Eversley, Hampshire, var en brittisk författare och historiker. 1848 debuterade han med romanen Yeast, a problem.
Kingsley var från 1842 präst och senare domprost i Chester och Westminster Abbey, och blev 1860 professor i modern historia vid Cambridge universitet. Han representerade bredkyrkligheten inom den anglikanska kyrkan. Han var bror till författaren Henry Kingsley och farbror till antropologen Mary Kingsley.
Tillsammans med Frederick Denison Maurice framträdde Kingsley som talesman för den kristligt-sociala rörelsen i 1840-talets England. Kingsley formulerade sig i en av rörelsens skrifter om religionen som "an opium dose for the people". Kingsleys ursprungligen klart liberala om aldrig kristendomsfientliga teologiska uppfattning blev med åren alltmer konservativt betonad.

## Kingsleys syn på etniska grupper
Charles Kingsley ingick i en krets av Oxonians (i Oxford) som delade hans intresse för tysk filosofi och vetenskap. Vännerna i kretsen - Friedrich Max Müller, James Anthony Froude, Matthew Arnold och Christian C. JJ. von Bunsen - vurmade för det "ariska", "teutoniska" och "anglosaxiska" arvet.
Kingsley efter en resa på Irland
| ”                                  | Jag känner mig förföljd av de mänskliga schimpanser jag såg under färden genom detta fruktansvärda land. Jag tror inte att det är vårt fel. Jag tror att det inte bara finns fler av dem än förr i världen utan också att de är lyckligare, bättre, äter och bor bekvämare under vårt styre än någonsin tidigare. Men att se vita schimpanser är hemskt; om de vore svarta skulle man inte känna det så mycket, men deras hud när den inte har bränts av solen, är lika vit som vår. | „ |
| – utdrag ur en monografi från 1986 | |   |

Kingsleys samlade verk utgavs i 19 band 1901-03. En biografi över Charles Kingsley utgavs av hans änka 1877, en annan av Fr. Köhler 1912 och ytterligare en av M. Meyer 1914.